# 殺人鬼を飼う女
『殺人鬼を飼う女』（さつじんきをかうおんな）は大石圭の小説。2010年11月25日に角川ホラー文庫から発売された。2019年、中田秀夫監督により映画化された。

## あらすじ
京子は美しきギャルソン、幼い頃義父から性的虐待を受け続けた過去により、複数の人格が潜んでいた。隣人が憧れの小説家と知り、恋心を抱き始める…。

## 映画
2019年4月12日に公開。監督は中田秀夫。R18+指定。
KADOKAWAとハピネットによる共同企画「ハイテンション・ムービー・プロジェクト」の第一弾として制作。キョウコを含む直美、ゆかり、ハルという別人格を別の女優が演じ、同一場面に登場し議論を交わすなど、原作を壊さず映像化に挑んだ意欲作。監督の中田は「エロス（恋愛）+サスペンス」をテーマに設定した。

### キャスト
キョウコ
演 ‐ 飛鳥凛
ビストロで働くギャルソン・櫻木京子の主人格。気が小さく人がいいが、母のいいなりとなっている。
直美
演 ‐ 大島正華
櫻木京子の人格のひとり。レズビアン。
ゆかり
演 ‐ 松山愛里
櫻木京子の人格のひとり。自由奔放なビッチで主人公に無断で切り替わる癖がある。
ハル
演 ‐ 中谷仁美
櫻木京子の人格のひとり。小学生の心を持ちぬいぐるみを抱く。
田島冬樹
演 ‐ 水橋研二
京子の隣人の小説家。虐待をテーマにした小説『私の中の私』を書いた。京子の人格の奇妙さに気づく。また、第五の人格も察知した。
櫻木友香里　
演 ‐ 根岸季衣
京子の実母。
店長
演 ‐ 浜田信也
京子の勤務先の店長。
峰岸亮太
演 ‐ 吉岡睦雄
実母のヒモ。通称：りょうちゃん。

### スタッフ
- 監督：中田秀夫
- 原作：大石圭『殺人鬼を飼う女』（角川ホラー文庫）
- 脚本：吉田香織
- 音楽：坂本秀一
- 製作：堀内大示、松井智
- 企画：栗橋三木也、金井隆治
- プロデューサー：小林剛、永田芳弘、原公男
- ラインプロデューサー：及川義幸
- 撮影：月永雄太
- 照明：藤井勇
- 録音：岩丸恒
- 装飾：西渕浩祐
- 編集：青野直子
- 音響効果：柴崎憲治
- VFXスーパーバイザー：立石勝
- 音楽プロデューサー：菊地智敦
- 助監督：佐伯竜一
- 制作担当：馬渕敦史